# NGC 109
NGC 109 (również PGC 1633 lub UGC 251) – galaktyka spiralna z poprzeczką (SBa), znajdująca się w gwiazdozbiorze Andromedy. Odkrył ją Heinrich Louis d’Arrest 8 października 1861 roku.